# Gran Sasso d'Italia
Gran Sasso d’Italia er det højeste bjergområde i Apenninerne, og ligger i regionen Abruzzo i det centrale Italien. Det højeste bjerg er Corno Grande der er 2.912 moh. Området udgør nationalparken Nationalpark Gran Sasso og Monti della Laga som blev oprettet i 1993. Gran Sasso er også det højeste bjergområde på hele Den italienske halvø. L'Aquila er den nærmeste by, kun 16 km fra Assergi, en lille landsby ved foden af bjerget. Rom ligger 132 km væk.
De tre toppe på Gran Sasso er Corno Grande med 2.912 meter over havet, Corno Piccolo og Pizzo Intermesoli. Toppene er dækket af sne det meste af året. På nordsiden af Corno Grande ligger Calderonegletsjeren, den sydligste gletsjeren i Europa. Den er imidlertid i kraftig tilbagegang og forskere regner med at den vil forsvinde omkring år 2020.
I 2005 fik den 2.424 meter høje top Gendarme nyt navn. Den blev da opkaldt efter pave Johannes Paul II. Paven besøgte ofte stedet og omtalte bjerget som et »specielt sted at møde Gud«, og at Gran Sasso mindede han om bjergene i hjemlandet Polen. 

## Forskning
I dag fører Gran Sassotunnellen under Gran Sasso, og den rummer også adgangsvejen til det underjordiske laboratorium Laboratori Nazionali del Gran Sasso (LNGS) fom forsker i elementærpartikelfysik. De eksperimenter, der udføres der, afhænger af en afskærmning af den kosmiske stråling.

## Billedgalleri
- Corno Grande set fra Campo Imperatore
- Gran Sasso om vinteren
- Gran Sasso fra Campo Imperatore-plateauet
- Gran Sasso set fra nord